# جون ريتشاردسون (سياسي أسترالي)
جون ريتشاردسون (بالإنجليزية: John Richardson)‏ هو سياسي أسترالي، ولد في 15 مارس 1938 في شيبارتون في أستراليا. حزبياً، نشط في الحزب الليبرالي الأسترالي. وقد انتخب عضو الجمعية التشريعية فيكتوريا (1976 – 2002).